# Список умерших в 844 году

## Январь
- 11 января — Михаил I Рангаве, византийский император (811—813).
- 25 января — Григорий IV, Папа Римский (827—844).

## Май
- Бернар Септиманский, маркиз Септимании и граф Нарбонны, Агда, Безье, Мельгей и Нима (828—832, 835—843), граф Барселоны и Жероны (826—832, 835—844), граф Тулузы (835—842), граф Отёна (830—844), камергер императора Людовика I Благочестивого.

## Июнь
- 14 июня — Гуго, аббат Сен-Кантена (822—823), канцлер Людовика I Благочестивого (834—840) и Карла II Лысого (841—844), аббат Сен-Бертина (836—844), внебрачный сын императора Карла Великого от наложницы Регины.

## Декабрь
- 19 декабря — Абу Джафар Ашинас, арабский военачальник.

## Дата смерти неизвестна или требует уточнения
- Альберик II, епископ Утрехта (835/838—844).
- Бера, граф Барселоны и маркграф Готии (801—820), правитель графства Жероны и пага Бесалу (между 812 и 820—820), владелец пагов Разе и Конфлан (790—814); представитель рода Гильемидов.
- Бернар II, граф Пуатье (840—844).
- Бруно Энгернский, маркграф в Восточной Саксонии, отец герцога Саксонии Людольфа, родоначальника династии Людольфингов.
- Варфоломей, архиепископ Нарбона (не позднее 828—834/842).
- Галиндо Гарсес, граф Арагона (833—844) из династии Веласкотенес.
- Гарсия I Галиндес, граф Арагона (820—833), представитель династии Веласкотенес.
- Гостомысл, великий князь (ок. 830—844) славянского племени бодричей и всего Союза ободритов.
- Мервин ап Гуриад, король Гвинеда (825—844), основатель гвинедской династии.
- Редвульф, король Нортумбрии (844).
- Харальд Клак, сокороль Ютландии (812—814 и 819—827).